# ラウトカ
ラウトカ（Lautoka）は、フィジーの都市。人口は7万1573人（2017年）で、首都スバに次ぐフィジー第2の都市圏を形成している。ビティレブ島西部の中心都市。

## 概要
ナンディから北に24kmの地点にある。フィジーのサトウキビ栽培の中心地に位置し、精糖業が主産業で、砂糖の主要積み出し港であるなど、町全体が砂糖業を中心としているため、「シュガー・シティ」の異名を持つ。

### 地名の由来
「ラウトカ」という名前は、「槍が命中した」という意味のフィジー語である。伝承によれば、これはこの地で二人の首長が決闘をし、それを見ていた人が「Lau-toka!（槍があたった）」と叫んだことからつけられたという。ラウトカの地にはじめてヨーロッパ人が上陸したのは1789年5月7日で、バウンティ号の反乱によって追放されたウィリアム・ブライ船長がティモール島へ向かう途中補給のためこの地に立ち寄ったのが最初の記録である。

## 歴史
ラウトカが町に昇格したのは1929年、市に昇格したのは1977年2月25日である。16人の市評議会が選ばれ、その中から互選で市長が選ばれる。ラウトカはフィジー西部地方唯一の市であり、フィジー全体の工業生産の50%をラウトカ1市で生み出す工業の中心である。フィジー電力庁、フィジー・パインなどはここに本社を置いている。ミックスＦＭフィジーラジオ局もラウトカに本社及びスタジオを置いている。
1970年から、ラウトカの人口は急速に増え続けてきた。それにともない町も急速に規模を大きくした。1970年代前半の人口は12000人だった。砂糖業の中心だったため、住民は砂糖業とかかわりの深いインド人が多数派だった。1986年には39000人、1996年には43000人となり、この頃から郊外も市街地化したため都市圏人口と都市人口が乖離を始めた。2005年には市域人口が55000人、都市圏人口は80000人まで拡大した。近年では、農村から流入するフィジー系の人口も多くなっている。

## 経済
フィジーにおける砂糖産業の中心で、ラウトカ砂糖工場は市最大の雇用者である。ラウトカの砂糖産業の始まりは、植民地精糖社が1899年から1903年にかけて、インドとソロモン諸島から1300人の従業員をこの町に連れてきたことから始まる。そのほかにも木材加工や繊維、醸造や鉄工など各種産業が発達し、フィジー有数の工業都市となっている。

## 出身･関連著名人
ビジェイ・シンはこの街の出身である。